# 龍城院 (浅口市)
龍城院（りゅうじょういん）は、岡山県浅口市寄島町にある天台宗の寺院。山号は福井山。庭園は岡山県指定名勝に指定され、浅口市指定文化財の阿弥陀如来立像、阿弥陀如来座像、檀像、涅槃図、法華経八巻を所蔵する。境内には元帥陸軍大将の野津道貫揮毫の忠魂碑がある。

## 歴史
承和5年（838年）、慈覚大師円仁を開山に創建された。寛文6年（1666年）、岡山藩主・池田光政による寺院整理で周囲の12坊中11坊が焼き払われ本寺に集められたという。天和元年（1681年）、信亮が法灯を継承し、現在地に移転、龍城院とした。現在の本堂は宝暦9年（1759年）に真現により再建されたもの。

## 文化財
龍城院には、下記の市指定文化財が伝わっている。
1.本尊阿弥陀如来立像
木彫三尺八寸。文化文政時代の作。
２．阿弥陀如来座像
木彫二尺五寸。江戸時代前期の作。
３．檀像
白檀の香木に三十三体の観音像が彫刻され、中央に天台宗宗祖伝教大師像、最上段に一光三尊の阿弥陀仏（善光寺様式）が彫刻されている。
4．涅槃図
縦一丈一尺、幅八尺。釈迦入滅の図で作者は不詳だが、裏側に施主名が書かれ「嘉永六年（一八五三）歳春二月」の記録がある。
5.法華経八巻
巻物八寸五分、白紙に金泥で書かれている。灰屋紹益筆。貞享四年（一六八七）に信秀が納めたとの記録がある。
京都の豪商佐野重孝（灰屋紹益）は、本阿弥光益の子として生まれたが、佐野紹由の養子となり、書は光悦に、歌は松永貞徳に、茶の湯は千道安に学んだ文化人であった。紹益は、夕霧太夫、高尾太夫とともに寛永三名妓と称された六条柳町の遊女吉野太夫（二代目）を正妻として迎え、養父紹由に勘当される。吉野は三十八歳で短い生涯を閉じ、婚姻生活はわずか十二年であった。紹益は愛着の余り妻の茶毘の骨を飲みほしたという。そんな紹益が、愛妻吉野太夫の冥福を祈って書かれた法華経八巻と伝えられている。

## 関連資料
- 『神社仏閣を巡る まいられぇ岡山』山陽新聞社（2017年版、50頁）